# Regol (plaats)
Regol is een bestuurslaag in het regentschap Garut van de provincie West-Java, Indonesië. Regol telt 12.014 inwoners (volkstelling 2010).